# Marc Rosci Celi
Marc Rosci Celi (llatí: Marcus Roscius Cælius) va ser un militar romà del segle i. Formava part de la gens Ròscia, una antiga gens romana d'origen plebeu.
Rosci Celi era el llegat de la Legió XX Valèria Victrix, estacionada a la província romana de Britànnia l'any 68. La seva relació amb el governador Marc Trebel·li Màxim era molt tensa, tant, que durant les disputes internes per l'imperi durant l'Any dels quatre emperadors, Celi va aprofitar per revoltar-se contra ell. Trebel·li, sense experiència militar, va perdre el suport de les seves legions i es va veure obligat a fugir a Germània, buscant la protecció de Vitel·li. Rosci Celi va governar breument la província fins que Vitel·li, constituït en emperador, nomenà Marc Vetti Bolà nou governador de Britànnia. Quan la guerra civil va acabar amb Vespasià al capdavant de l'Imperi, aquest va ordenar que Rosci Celi fos reemplaçat, per traïdor, com a comandant de la XX Valèria Victrix per Gneu Juli Agrícola.